# 革命战士广场

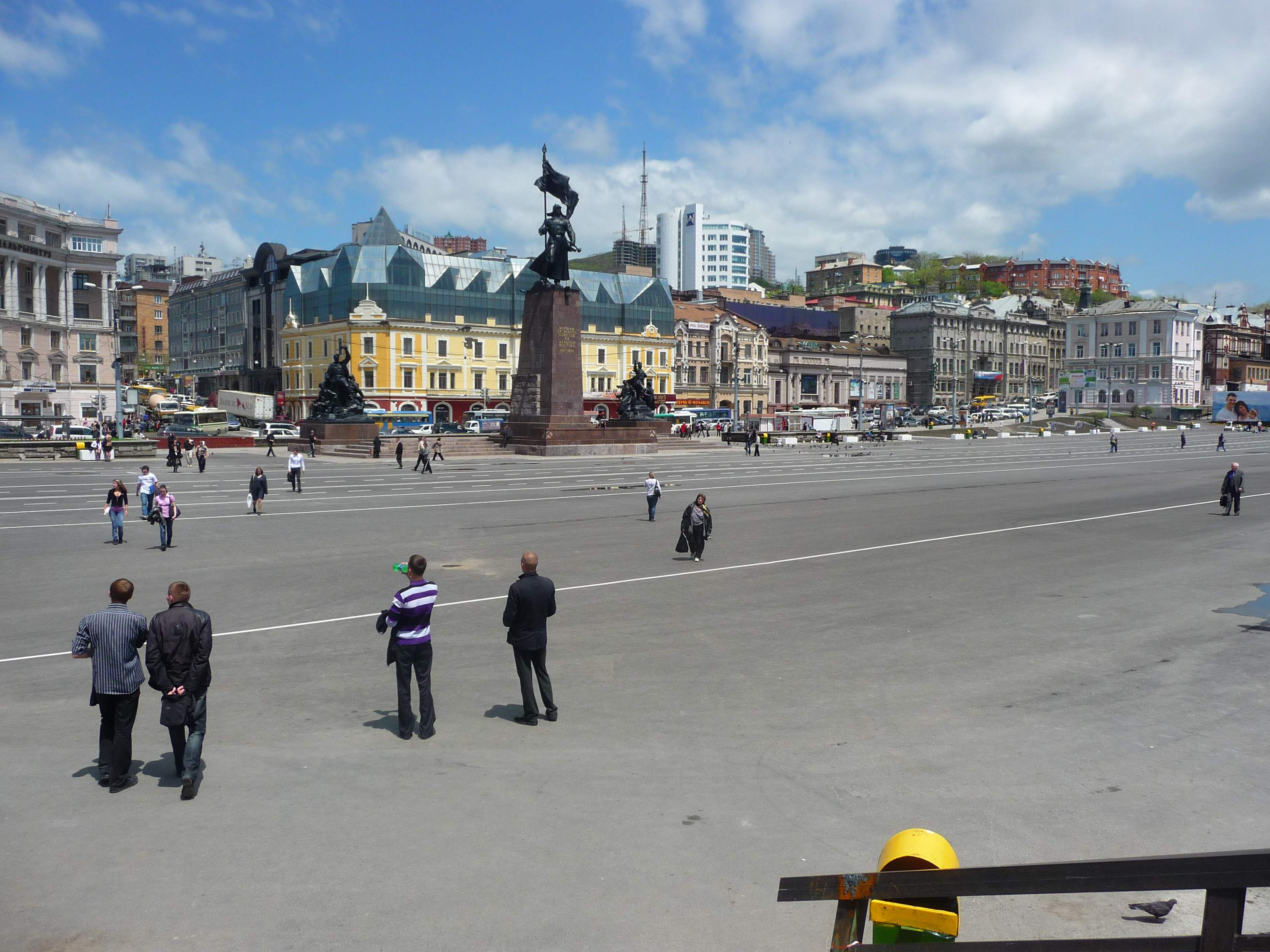
远东苏维埃政权战士纪念碑

43°06′54″N 131°53′10″E / 43.115°N 131.886°E
革命战士广场（俄语：Площадь Борцов Революции）是俄罗斯滨海边疆区海参崴的中央广场。

## 历史
这个广场及其周边地区从19世纪到21世纪逐渐发展起来。1964年改为现在的名称，以纪念1917年至1922年在沿海地区建立苏维埃政权的革命者和战士。有时也被称为“苏维埃政权战士广场”，因为在这个广场上矗立着远东苏维埃政权战士纪念碑。
。
这个广场位于斯维特兰大街与滨海街的交汇处，是一个长约300米，宽约150米的不规则四角形。广场的西、北、东两侧是历史或现代的行政、商业和宗教建筑。在南侧可以看到金角湾的全景。

## 脚注
1. ↑  .   [2021-06-07]. （原始内容存档于2021-06-07）.
2. ↑  .   [2021-06-07]. （原始内容存档于2021-11-22）.

- Revolution fighter’s square or Square of fighters for the Soviet power on the Far East (Travel Guide Vladivostok) （页面存档备份，存于）
- ウラジオストク・中央広場 写真集（JIC） （页面存档备份，存于）